# Wapen van Denemarken
Het wapen van Denemarken is sinds 1819 in gebruik nadat Frederik VI het had laten vastleggen. Het wapen is echter al sinds de middeleeuwen in gebruik. De oudste afbeelding is die van een lakzegel van Knoet VI uit 1194.
Het wapen bestaat uit een gouden schild met hierop drie gaande leeuwen van azuur, getongd van keel en gekroond van goud. Hieromheen staan negen rode harten. Oorspronkelijk waren dit wellicht bloemen. Boven het schild staat de Kroon van Christiaan V. Deze is herkenbaar aan de vierkant geslepen edelstenen.
| Het zegel van Knoet VI. | De Deense wapens in het Wapenboek Gelre uit de 14e eeuw. Dit is de oudste gekleurde afbeelding van de Dannebrog. Dit wapen werd van de 13e eeuw tot ca. 1420 door de Deense monarchen gevoerd. De vlag is geen onderdeel van het wapen. |

Koning Frederik X gebruikt sinds 2025 het schild uit het middelwapen in het groot koninklijk wapen om de Faeröer en Groenland een prominentere plaats te geven.